# Coupe d'Asie des clubs champions 1970
Navigation
Édition précédente Édition suivante
La Coupe d'Asie des clubs champions 1970 est la 3e édition de la Coupe d'Asie des clubs champions.
La finale s'est jouée à Téhéran le 10 avril 1970 entre le Taj Club et l'Hapoël Tel-Aviv et a vu la victoire du Taj Club sur le score de 2-1.

## Participants
- Taj Club
- Homenetmen Beyrouth
- Selangor FA

- Hapoël Tel-Aviv
- État de Bengale-Occidental
- Royal Thai Police FC
- PSMS Medan

## Compétition

### Premier tour

#### Groupe A
| Rang | Équipe              | Pts | J | G | N | P | Bp | Bc | Diff |  | Résultats (▼ dom., ► ext.) |  |     |     |
| ---- | ------------------- | --- | - | - | - | - | -- | -- | ---- |  | -------------------------- |  | --- | --- |
| 1    | Taj Club            | 4   | 2 | 2 | 0 | 0 | 6  | 0  | +6   |  | Taj Club                   |  | 3-0 | 3-0 |
| 2    | Homenetmen Beyrouth | 2   | 2 | 1 | 0 | 1 | 4  | 5  | -1   |  | Homenetmen Beyrouth        |  |     | 4-2 |
| 3    | Selangor FA         | 0   | 2 | 0 | 0 | 2 | 2  | 7  | -5   |  | Selangor FA                |  |     |     |

#### Groupe B
| Rang | Équipe                     | Pts | J | G | N | P | Bp | Bc | Diff |  | Résultats (▼ dom., ► ext.) |  |     |     |     |
| ---- | -------------------------- | --- | - | - | - | - | -- | -- | ---- |  | -------------------------- |  | --- | --- | --- |
| 1    | Hapoël Tel-Aviv            | 6   | 3 | 3 | 0 | 0 | 11 | 2  | +9   |  | Hapoël Tel-Aviv            |  | 3-1 | 3-1 | 5-0 |
| 2    | PSMS Medan                 | 4   | 3 | 2 | 0 | 1 | 6  | 3  | +3   |  | PSMS Medan                 |  |     | 1-0 | 4-0 |
| 3    | État de Bengale-Occidental | 2   | 3 | 1 | 0 | 2 | 3  | 5  | -2   |  | État de Bengale-Occidental |  |     |     | 2-1 |
| 4    | Royal Thai Police FC       | 0   | 3 | 0 | 0 | 3 | 1  | 11 | -10  |  | Royal Thai Police FC       |  |     |     |     |

### Phase finale

#### Demi-finales
|  | Hapoël Tel-Aviv | forfait | Homenetmen Beyrouth | Téhéran |  |
|  |                 |         |                     |         |  |

|  | Taj Club | 2 - 0 | PSMS Medan | Téhéran |  |
|  |          |       |            |         |  |

#### Match pour la3eplace
|  | Homenetmen Beyrouth | 1 - 0 | PSMS Medan | Téhéran |  |
|  |                     |       |            |         |  |

#### Finale
| 10 avril 1970 | Taj Club | 2 - 1 | Hapoël Tel-Aviv | Téhéran |  |
|               |          |       |                 |         |  |